# کوزوه (شهرستان بیلسک)
کوزوه (به لهستانی:  Kozły) یک روستا در لهستان است که در گمینا بیلسک پودلاسکی واقع شده‌است.